# Boulogne – Jean Jaurès
Boulogne – Jean Jaurès – stacja linii nr 10 metra w Paryżu. Stacja znajduje się w gminie Boulogne-Billancourt. Została otwarta 3 października 1980 roku.